# Polygala crenata
Polygala crenata är en jungfrulinsväxtart som beskrevs av C.W. James. Polygala crenata ingår i släktet jungfrulinssläktet, och familjen jungfrulinsväxter. Inga underarter finns listade i Catalogue of Life.